# پرش (ترانه مدونا)
«پرش» (به انگلیسی: Jump) تک‌آهنگی از هنرمند اهل ایالات متحده آمریکا مدونا است که در سال ۲۰۰۶ میلادی منتشر شد.